# Portrait de Diego Rivera (Düsseldorf)
Pour les articles homonymes, voir Portrait de Diego Rivera.
Le Portrait de Diego Rivera est une peinture à l'huile sur toile de 100 × 81 cm, le portrait du peintre mexicain Diego Rivera réalisé en 1914 par l'artiste italien Amedeo Modigliani. Elle est conservée depuis 1986 à la Kunstsammlung Nordrhein-Westfalen, à Düsseldorf, en Allemagne. Il en existe une autre version au musée d'art de São Paulo, au Brésil. 

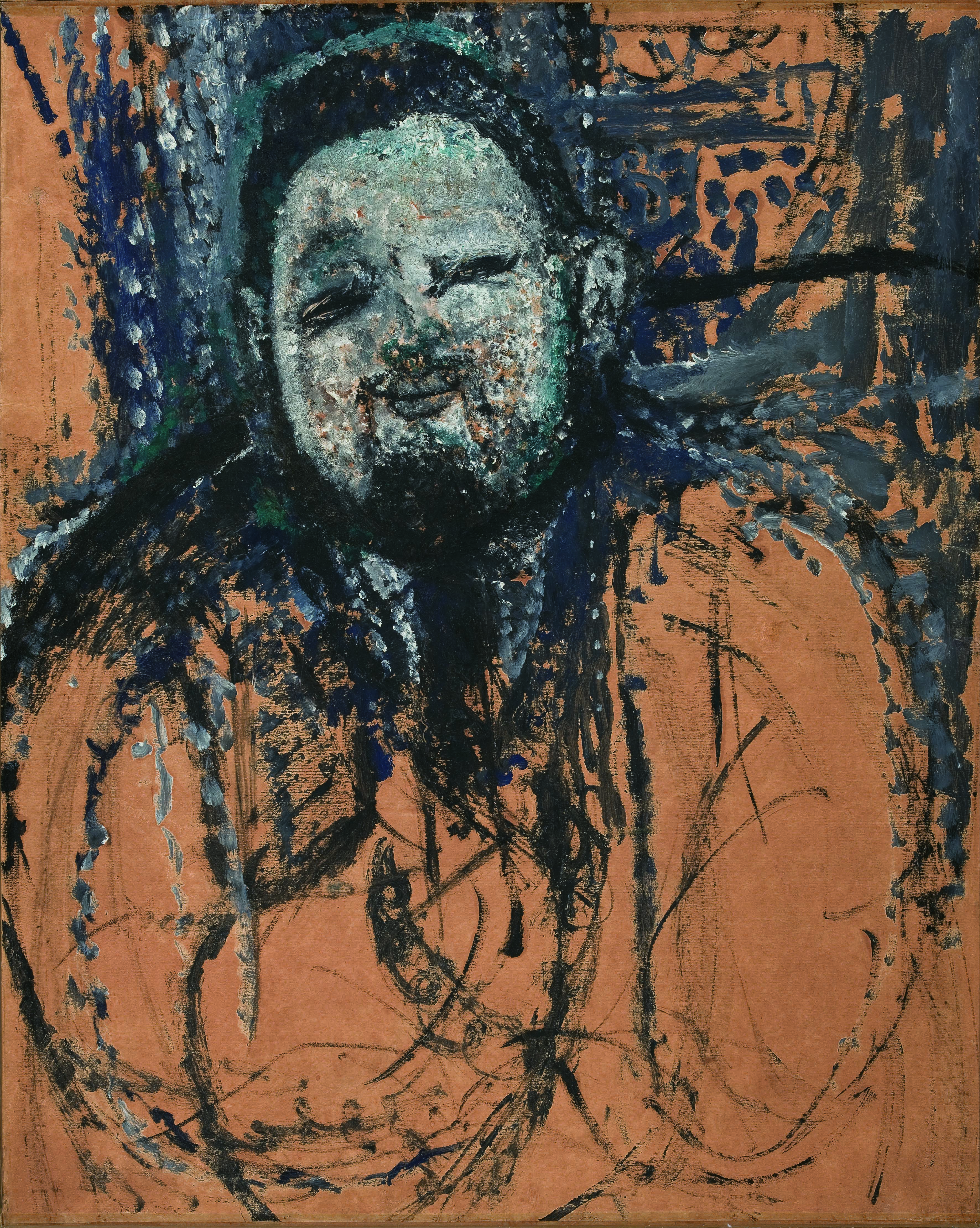
Portrait de Diego Rivera, 1916 – Musée d'art de São Paulo, São Paulo.